# Socijaldemokratska stranka Njemačke
Socijaldemokratska stranka Njemačke (SPD) (njem. Sozialdemokratische Partei Deutschlands; SPD) je druga najstarija politička stranka u Njemačkoj. Osnovana je 23. svibnja 1863. godine. Veoma bliska s radničkim pokretima i sindikatima, SPD spada u skupinu socijaldemokratskih stranaka lijevoga centra.
SPD je članica Stranke europskih socijalista, te Socijalističke Internacionale i Progresivne alijanse.
Članovi stranke mlađi od 35 godina su organizirani u omladinskoj podorganizaciji koja se naziva "Radna skupina mladih socijalista u SPD-u".
Trenutačni predsjednici su Saskia Esken i Lars Klingbeil.

## Djelovanje
Osnovana je godine 1863. i njena originalna platforma je bilo zalaganje za demokratski socijalizam. Iako ju je za vrijeme Drugog Rajha zabranjivao kancelar Otto von Bismarck, njeni članovi su bili birani u Reichstag. Bismarck je, kako bi suzbio njihov utjecaj, donio niz reformi kojima je po prvi put u povijesti uveden moderni sustav mirovinskog i socijalnog osiguranja. Godine 1912. SPD se nametnula kao najjača stranka u Reichstagu. Unatoč revolucionarnoj retorici, SPD je vremenom postala dio establišmenta te je podržala carsku vladu prilikom ulaska u Prvi svjetski rat. Nakon poraza Njemačke u ratu, čelnici SPD-a su predvodili zbacivanje monarhije i uspostavljanje Weimarske Republike. Bili su protiv lijevog radikalizma toga doba.
SPD, koja je revolucionarni demokratski socijalizam u potpunosti zamijenila reformskom socijaldemokracijom, svoj program nije bila u stanju provesti zbog oštrih odredbi Versajskog mirovnog sporazuma, velike gospodarske krize i političke nestabilnosti koja je završena dolaskom nacista na vlast. Nova vlada je godine 1933. zabranila rad SPD.
Nakon Drugog svjetskog rata, SPD je obnovljena u dijelu Njemačke pod dominacijom zapadnih saveznika, dok su njeni članovi u istočnom dijelu pod sovjetskom dominacijom prisilno ujedinjeni s komunistima boljševičkog tipa u vladajuću Jedinstvenu socijalističku partiju Njemačke.
Na zapadu je SPD bila u oporbi sve dok godine 1966. nije s vladajućim demokršćanima ušla u veliku koaliciju. Zahvaljujući popularnom Brandtu je godine 1969. osvojila vlast te je zadržala sve do godine 1982. kada su ih njihovi saveznici iz centrističke FDP odbacili u korist demokršćanske CDU.
SPD je u drugoj polovici 1990-ih pod vođenjem Gerharda Schrödera odbacila socijaldemokratski program u korist ekonomski neoliberalnog Trećeg puta, te godine 1998. zajedno sa Zelenima preuzela vlast od demokršćana iz CDU. Pod vlašću SPD Njemačka je zabilježila gospodarsku stagnaciju, te jačanje radikalnih stranaka s lijeva i desna. 2005. godine su raspisani izvanredni izbori, prije kojih se lijeva frakcija stranke odvojila i zajedno s bivšim ljevičarima iz DDR-a stvorila stranku Ljevica. Nakon izbora su SPD i CDU dogovorili stvaranje velike koalicije na čelu s Angelom Merkel iz demokršćanske CDU.
Na izborima 2009. SPD gubi ogroman broj glasova i s 23,0% doživljuje najgori rezultat u svojoj povijesti. Nakon toga prelazi u oporbu, dok novu vlast formiraju CDU i liberali.
Na izborima 2013. pod vođenjem Peera Steinbrücka poboljšava rezultat s 25,7% glasova i ulazi ponovno u veliku koaliciju s demokršćanima iz CDU.

## Vanjske poveznice
- Socijaldemokratska partija Nemačke